# 안녕에 안녕
〈안녕에 안녕〉(サヨナラにさよなら 사요나라니사요나라[*])은 테고마스의 6번째 싱글이다.

## 개요
전작 〈파란 벤치〉로부터, 대략 2년 1개월 만의 싱글이다.
초회반·통상반의 2형태로 발매되었다.

## 수록곡

### 초회반
CD
1. サヨナラにさよなら / 안녕에 안녕
작사: 마츠오 키요시 / 작곡: 마츠오 키요시, 토요시마 요시히로 / 편곡: Maestro-T
닛폰 TV 계열 《슷키리!!》 3월 테마 송
2. サヨナラにさよなら（オリジナル・カラオケ） / 안녕에 안녕 (오리지널 가라오케)

DVD
1. サヨナラにさよなら Music Clip
2. サヨナラにさよなら Music Clip Making

### 통상반
CD
1. サヨナラにさよなら / 안녕에 안녕
2. ひとりじゃない / 혼자가 아니야
작사: 마츠오 키요시 / 작곡·편곡: 카와구치 다이스케
3. 木漏れ日メモリーズ / 나뭇잎 사이로 새어드는 햇빛 메모리즈
작사: 마츠오 키요시 / 작곡·편곡: 카와구치 다이스케
4. サヨナラにさよなら（テゴ・カラ） / 안녕에 안녕 (테고 가라오케)
5. サヨナラにさよなら（マス・カラ） / 안녕에 안녕 (마스 가라오케)